# Twentse Profs
De Twentse Profs was een Nederlands voetbalclub. Het was de eerste Twentse professionele voetbalvereniging. De Twentse Profs werd juni 1954 opgericht in Enschede en kwam uit in de 'wilde' competitie van de NBVB. De thuiswedstrijden werden gespeeld in stadion Veldwijk in Hengelo. Er werd gespeeld in een rood shirt met witte mouwen met het embleem van de club dat bestond uit het Twents ros op de borst en een witte broek.

## Historie
Vlak na bekendwording van de plannen voor de profcompetitie werd er een actiecomité opgericht voor een profclub in Twente. De vijf leden hiervan presenteerden in maart 1954 hun plannen en vroegen toelating tot de NBVB. Op 5 juni werd in Enschede de N.V. 'De Twentse Profs' opgericht en het benodigde startkapitaal van 50.000 gulden werd bijeengebracht. Vanuit de bond zelf werd echter een tweede initiatief voor een profclub in Twente gesteund, maar dit kreeg de zaken niet rond. In juli werd Twentse Profs als enige club in Twente toegelaten tot de NBVB. Stadion Veldwijk in Hengelo werd de thuisbasis en de Hongaar Julius Huber werd als trainer aangesteld.
De deelname aan de wilde competitie was geen groot succes, de Twentse Profs bungelde vanaf het begin van de competitie onderaan de ranglijst. Desondanks wist de ploeg veel publiek te trekken, zo kwamen er op de wedstrijd tegen koploper Fortuna '54 op 9 oktober 1954 zo'n 23.000 mensen af. Nadat de KNVB en de NBVB in november 1954 tot een akkoord kwamen om een gezamenlijke competitie te starten, werd de competitie van de NBVB beëindigd. De Twentse Profs stond op dat moment tiende en laatste, met één overwinning en twee gelijke spelen in tien wedstrijden. De enige winstpartij was een uitwedstrijd tegen Alkmaar '54.
In de overeenkomst tussen de KNVB en de NBVB werd bepaald dat de Twentse Profs alleen kon worden opgenomen in de gezamenlijke Eerste klasse indien het zou fuseren met De Graafschap. Deze fusie ging uiteindelijk niet door vanwege de financiële consequenties van het verbreken van het contract voor de huur van stadion Veldwijk, wel waren er een aantal spelers van de Twentse Profs die naar Doetinchem vertrokken alsook trainer Huber. Ook gesprekken met VV Rigtersbleek liepen op niets uit. De Hengelose ploeg kwam de rest van het seizoen 1954/55 niet in competitieverband uit. In februari werden gesprekken gestart met HVV Tubantia en in april werd een akkoord bereikt. Ondanks verdeeldheid bij de leden van Tubantia, kwam de fusie in de zomer van 1955 tot stand. Ook trainer Huber keerde terug bij de fusieploeg. De nieuwe combinatie trad onder de naam HVV Tubantia toe tot het betaald voetbal en kwam in seizoen 1955/56 uit in de Eerste klasse en vanaf 1956/57 in de Tweede divisie.

## Spelers
- Theo Albers (SC Enschede)
- Arnold Bosch (SC Enschede)
- Henk ten Brink (Heracles)
- Cor Brom (VVA)
- Dani (Würzburg/Dui)
- Gerrit van Dijk (Enschedese Boys)
- Piet van Ek (SC Enschede)
- Hofer (Nordhorn/Dui)
- Jan Kamphuis (Heracles)
- Jan de Kok (HVV Hengelo)
- Marinus Koster (Enschedese Boys)
- J. Rikhof (Quick 1920)
- Henny Roozendaal (SC Enschede)
- Stefan Roszali (Göttingen/Dui)
- Thijs Schoenmakers (Eilermark)
- Koen Schonewille (Rietvogels)
- Lambert Toren (Heracles)
- Frans van der Veen (Heracles)
- Jacques van der Veen (Heracles)

Onderstaande spelers keerden voor het seizoen terug naar hun oude club
- Joop Bruggeman (Enschedese Boys)
- Eddy Groothuis (Enschedese Boys)
- Gerard Selderhuis (Enschedese Boys)

## Overzichtslijsten

### Seizoensoverzichten
| Resultaten van Twentse Profs sinds de toetreding in het betaald voetbal in 1954 | Resultaten van Twentse Profs sinds de toetreding in het betaald voetbal in 1954 | Resultaten van Twentse Profs sinds de toetreding in het betaald voetbal in 1954 | Resultaten van Twentse Profs sinds de toetreding in het betaald voetbal in 1954 | Resultaten van Twentse Profs sinds de toetreding in het betaald voetbal in 1954 | Resultaten van Twentse Profs sinds de toetreding in het betaald voetbal in 1954 | Resultaten van Twentse Profs sinds de toetreding in het betaald voetbal in 1954 | Resultaten van Twentse Profs sinds de toetreding in het betaald voetbal in 1954 | Resultaten van Twentse Profs sinds de toetreding in het betaald voetbal in 1954 | Resultaten van Twentse Profs sinds de toetreding in het betaald voetbal in 1954 | Resultaten van Twentse Profs sinds de toetreding in het betaald voetbal in 1954 | Resultaten van Twentse Profs sinds de toetreding in het betaald voetbal in 1954 | Resultaten van Twentse Profs sinds de toetreding in het betaald voetbal in 1954 |
| Seizoen                                                                         | Competitie                                                                      | Competitie                                                                      | Competitie                                                                      | Competitie                                                                      | Competitie                                                                      | Competitie                                                                      | Competitie                                                                      | Competitie                                                                      | Competitie                                                                      | Kwalificatie                                                                    | KNVB beker                                                                      | Bijzonderheid |
| Seizoen                                                                         | Divisie                                                                         | GW                                                                              | W                                                                               | G                                                                               | V                                                                               | PNT                                                                             | DV                                                                              | DT                                                                              | POS                                                                             | Kwalificatie                                                                    | KNVB beker                                                                      | Bijzonderheid |
| ------------------------------------------------------------------------------- | ------------------------------------------------------------------------------- | ------------------------------------------------------------------------------- | ------------------------------------------------------------------------------- | ------------------------------------------------------------------------------- | ------------------------------------------------------------------------------- | ------------------------------------------------------------------------------- | ------------------------------------------------------------------------------- | ------------------------------------------------------------------------------- | ------------------------------------------------------------------------------- | ------------------------------------------------------------------------------- | ------------------------------------------------------------------------------- | --- |
| 1954/55                                                                         | NBVB                                                                            | 10                                                                              | 1                                                                               | 2                                                                               | 7                                                                               | 12                                                                              | 14                                                                              | 25                                                                              | 10e                                                                             | –                                                                               | Geen bekertoernooi                                                              | Twentse Profs treedt toe tot het betaald voetbal De competitie werd na de fusie van de KNVB en de NBVB niet afgemaakt. Alle teams werden opnieuw ingedeeld. Twentse Profs fuseert met Tubantia en gaat verder onder diezelfde naam. |

### Topscorer
- 1954/55:  Cor Brom (6)

### Trainer
- 1954–1954:  Julius Huber